# Дукетий
Дукетий (др.-греч. Δουϰέτιος; умер в 440/439 до н. э.) — предводитель сикулов, возглавивший в середине V века до н. э. сопротивление аборигенов греческой экспансии на Сицилии.
Сведения о деятельности этого человека содержатся в XI и начале XII книги «Исторической библиотеки» Диодора Сицилийского.
Происходил из туземной аристократии. Впервые гегемон сикулов Дукетий появляется в рассказе Диодора о событиях 461/460 года до н. э. в связи с мощным освободительным движением, развернувшимся после свержения в 467 году до н. э. тирании Диноменидов. В союзе с сиракузянами он предпринял военную экспедицию против Этны (Катаны), в своё время заселённой греческими наёмниками, по-видимому, получившими земли, отобранные у сикулов.

Дукетий, гегемон сикелов, испытывая ненависть к жителям Катаны, которые захватили у сикелов их землю, направил против них экспедицию. Тогда же и сиракузяне атаковали Катану: они договорились с Дукетием о разделе между ними территории этого города, и начали войну против колонистов, которых поселил там тиран Гиерон. Катанцы выступили против них, но, побежденные в нескольких стычках, были изгнаны из Катаны и обосновались в городе, который ныне носит имя Этны, а прежде именовался Инессой; прежние жители Катаны снова, после долгого времени, обрели своё отечество.— Диодор Сицилийский. XI. 76, 3
В 459 году до н. э. Дукетий основал город Мений (Менейон), разделив окрестные земли между колонистами, вероятно, сикулами. Эта примечательная акция по-разному интерпретировалась современными историками: одни видели в ней подражание диноменидской модели основания колоний, другие предполагали, что вождь сикулов путём синойкизма объединил в единую общность несколько уже существовавших аборигенных поселений. Из-за краткости сообщения Диодора сделать однозначный вывод не представляется возможным.
Затем, около того же времени, Дукетий предпринял поход против Моргантины, покорив которую, приобрёл значительное влияние среди своего народа. Подобные действия со стороны туземного вождя были весьма смелыми, и неясно, почему соседние Сиракузы и Акрагант на них не отреагировали.
Около 453/452 года до н. э. Дукетий образовал конфедерацию (синтелию) туземных общин Сицилии, в которую добром или силой были включены все поселения, кроме Гиблы. Эта акция обозначила акме его военно-политической деятельности.
Кроме этого, он переместил свой родной город Мены на равнину, и недалеко от священного участка, посвящённого Паликам, основал значительный город, названный Палике. По-видимому, это поселение стало центром конфедерации.
В 451/450 году до н. э. сицилийский вождь предпринял наступление на Этну, которую захватил, предательски убив её лидеров, а затем на Мотий, расположенный на другом конце острова во владениях Акраганта. Разгромив объединённое сиракузско-акрагантское войско, сикулы овладели городом. Греки отступили в свои лагеря, но наступление зимы вынудило их вернуться по домам. Сиракузяне обвинили в измене своего стратега Болкона, якобы вступившего в сговор с противником, и предали его смерти. Следующим летом они направили против Дукетия новую армию. Решительное сражение состоялось близ Номы; после ожесточенного сражения сиракузяне, ценой больших потерь, обратили противника в бегство, и в ходе преследования нанесли ему значительный урон.
Часть сикулов во главе с Дукетием закрепилась в Мотии, но акрагантцы заставили город капитулировать, после чего соединились с сиракузянами.
Авторитет Дукетия резко упал после поражения. Часть войска дезертировала, а некоторые из оставшихся сторонников намеревались его убить. Ускакав ночью из своего лагеря, сицилийский предводитель прибыл в Сиракузы, сел у алтаря на рыночной площади и просил принять его самого и его владения под власть Сиракуз. После обсуждения сиракузяне отправили его на проживание в свою метрополию Коринф, снабдив достаточными средствами.
В 440/439 году до н. э. Дукетий, вернувшись из Коринфа, основал новое поселение в Кале Акте, куда переселил многочисленных колонистов. Это основание, вероятно, было результатом договоренности с Сиракузами, намеревавшимися использовать сикулов в борьбе с Акрагантом. Вскоре Дукетий умер от болезни, не успев осуществить планы по восстановлению своей гегемонии. После его смерти сиракузяне в ходе жестокой войны подчинили последние независимые сикульские города.
Существуют различные оценки характера деятельности Дукетия и политики Сиракуз в отношении сикулов, что связано с дискуссией о степени эллинизации аборигенов. В зависимости от взглядов исследователей, Дукетий может быть представлен как лидер национального сопротивления греческому влиянию, либо как человек, намеревавшийся модернизировать сикульское общество по греческому образцу.